# Radioactive
Radioactive е песен на Рита Ора. Песента ще е следващия ѝ сингъл и ще бъде издадена на 11 февруари 2013 г. във Великобритания. Написана е от Сия Фурлер и Грег Кърстин и продуцирана от Грег Кърстин.

## Музикално видео
Музикалното видео към песента е издадено на 10 декември 2012 г.. На 19 декември 2012 г. в официалния ѝ уебсайт е пуснато видео зад кулисите на видеото.

## Обложка
Рита показа обложката към песента на 9 януари 2013 г. На нея е снимана Рита в небето.

## История на издаване
| Държава        | Дата             | Формат          |
| -------------- | ---------------- | --------------- |
| Великобритания | 11 февруари 2013 | Радио излъчване |

## Позиции в музикалните класации
| Държава                                            | Позиция |
| -------------------------------------------------- | ------- |
| Австралия (Australian Music Report Weekly Hot 100) | 79      |